# Endre Tót
Pour les articles homonymes, voir TOT.
 (janvier 2022).
La mise en forme du texte ne suit pas les recommandations de Wikipédia : il faut le « wikifier ».
Les points d'amélioration suivants sont les cas les plus fréquents. Le détail des points à revoir est peut-être précisé sur la page de discussion.
- Les titres sont pré-formatés par le logiciel. Ils ne sont ni en capitales, ni en gras.
- Le texte ne doit pas être écrit en capitales (les noms de famille non plus), ni en gras, ni en italique, ni en « petit »…
- Le gras n'est utilisé que pour surligner le titre de l'article dans l'introduction, une seule fois.
- L'italique est rarement utilisé : mots en langue étrangère, titres d'œuvres, noms de bateaux, etc.
- Les citations ne sont pas en italique mais en corps de texte normal. Elles sont entourées par des guillemets français : « et ».
- Les listes à puces sont à éviter, des paragraphes rédigés étant largement préférés. Les tableaux sont à réserver à la présentation de données structurées (résultats, etc.).
- Les appels de note de bas de page (petits chiffres en exposant, introduits par l'outil «  Source ») sont à placer entre la fin de phrase et le point final[comme ça].
- Les liens internes (vers d'autres articles de Wikipédia) sont à choisir avec parcimonie. Créez des liens vers des articles approfondissant le sujet. Les termes génériques sans rapport avec le sujet sont à éviter, ainsi que les répétitions de liens vers un même terme.
- Les liens externes sont à placer uniquement dans une section « Liens externes », à la fin de l'article. Ces liens sont à choisir avec parcimonie suivant les règles définies. Si un lien sert de source à l'article, son insertion dans le texte est à faire par les notes de bas de page.
- La présentation des références doit suivre les conventions bibliographiques. Il est recommandé d'utiliser les modèles {{Ouvrage}}, {{Chapitre}}, {{Article}}, {{Lien web}} et/ou {{Bibliographie}}. Le mode d'édition visuel peut mettre en forme automatiquement les références.
- Insérer une infobox (cadre d'informations à droite) n'est pas obligatoire pour parachever la mise en page.

Pour une aide détaillée, merci de consulter Aide:Wikification.
Si vous pensez que ces points ont été résolus, vous pouvez retirer ce bandeau et améliorer la mise en forme d'un autre article.
Endre Tót (né à Sümeg, le 5 novembre 1937) est un artiste visuel hongrois de la génération néo-avant-garde décore du prix Kossuth. Il vit et travaille en Allemagne depuis 1978, à Cologne depuis.

## Biographie

### Années 1960 – expérimentations informelles
Entre 1959 et 1965, Endre Tót étudie au département de peinture murale de l’École hongroise des Arts Décoratifs. Au cours des années 1960, il développe une peinture informelle, puis réalise des collages et des travaux inspirés du pop art et de l’art minimal.
À partir du milieu des années soixante, il se lie d’amitié avec Dezső Korniss qui apprécie grandement les expérimentations picturales informelles du jeune Tót, devenu pionnier du mouvement qui fait alors tout juste son apparition en Hongrie.
En 1968 et 1969, il expose avec les artistes néo-avant-gardes du groupe Iparterv. Une rétrospective de ses premières œuvres voit le jour en 1989 au Musée Kiscell.
Il expose ses dessins et ses peintures à l’encre de Chine au Musée Szent István Király à Székesfehérvár en 2003. Intitulée « Du tableau peint au tableau non peint – premiers travaux 1964-1971 », l’exposition à la Galerie de Szombathely (2004) résume ses changements rapides de style jusqu’à la création de son œuvre intitulée Mes tableaux non peints (1970). Nombreuses sont les pièces de sa période picturale à avoir intégré des collections de musées hongrois après le changement de régime.

### Les années 1970 – débuts conceptuels
En 1970/71, Endre Tót rompt radicalement avec la peinture. À partir de ce moment, sa pratique prend une tournure conceptuelle marquée. « Tót était peut-être l’un des talents les plus phénoménaux de la seconde partie du 20e siècle parmi les artistes situés à l’est d’Amsterdam. Mais Tót renonça volontairement à la peinture pour une vérité qu’il reconnut en chemin et qu’il ressentit comme plus importante » (Géza Perneczky, Új Művészet, octobre 2003).
En conclusion de sa période picturale, il publie le livre d’artiste intitulé My Unpainted Canvases (Mes tableaux non peints, 1970), dans lequel sont représentées les toiles qu’il n’a pas réalisées. C’est également au début des années 1970 que voient le jour ses concepts Nothing/Zer0, Rains et Gladnesses, déterminants pour les œuvres qu’il crée au cours des décennies suivantes. Il emploie de nouveaux médias dans sa pratique : télégramme, carte postale, t-shirt, photocopie, machine à écrire, film, musique, affiche, graffiti, bannière, actions, livres d’artiste, panneaux publicitaires lumineux.
Les critiques considèrent[réf. nécessaire] ses travaux publiés en 1972 dans l’ouvrage Aktuelle Kunst in Ost-Europa (Art contemporain en Europe de l’Est) paru chez l’éditeur DuMont à Cologne et intitulés Absent Paintings (Peintures absentes) comme les premières œuvres conceptuelles d’Europe de l’Est, que l’artiste développe au cours des décennies suivantes. Ses premières pièces conceptuelles figurent également dans le livre d’Achille Bonito Oliva Europe/America: The Different Avant-Gardes (Europe/Amérique: Les différentes avant-gardes, Milan, 1976).
Avec ses premiers travaux d'art postal et sa correspondance artistique (art postal), Tót fait son entrée dans l'art postal dès la première heure, déclare Jean-Marc Poinsot dans le catalogue intitulé Mail art, communication à distance, concept en 1971. Parmi ses correspondants, citons des personnalités renommées telles que Ben Vautier avec qui il se lie d’amitié par la suite, John Armleder, George Brecht, Daniel Spoerri, Cosey Fanny Tutti, Genesis P-Orridge, Dieter Roth, Marina Abramović ou encore Ken Friedmann.
En 1972, ses travaux d'art postal sont présentés à la Biennale de Paris, où il expose avec des pionniers du mouvement tels que Marcel Duchamp, Yves Klein, Richard Johnson, Ben Vautier ou encore George Brecht. Pierre Restany, ami d’Yves Klein, dit de ses lettres rédigées en code zéro : « Dans la zone immatérielle de la sensibilité concentrée (aNULLée), Endre Tót est l’Yves Klein de l'art postal, un artiste postal monochrome. »
Sa première exposition muséale est organisée en 1975 au Musée d’Israël à Jérusalem. Durant la guerre froide, l’état hongrois n’ayant pas de relations diplomatiques avec Israël, l’artiste doit faire sortir ses œuvres du pays de manière illégale. Ses travaux conceptuels réalisés entre 1970 et 1974 (ses Rainproof ideas, par exemple) sont exposés aux côtés des sculptures d’Alberto Giacometti au Musée hiérosolymitain. L’événement est relayé par la presse artistique allemande, belge, russe et française, quant au Jerusalem Post, on peut y lire la critique suivante : « Ce n’est pas pour dire qu’Endre Tót équivaut Giacometti, mais il offre une expérience totalement nouvelle et enrichissante. »
En 1974, la maison d’édition suisse Howeg publie sa série de timbres intitulée Zero-Post (Poste zéro), contenant les premiers timbres d’artistes de l'art postalinternational. À l’invitation de John Armleder – avec qui il se lie d’amitié et qui devient mondialement reconnu par son activité au sein du groupe Néo-géo –, il passe six mois à la galerie Ecart de Genève, qui fonctionne comme centre de l'art postal. C’est à Genève qu’il réalise sa première action de rue (TOTalJoys, 1976), dont l’enregistrement vidéo est publié en 2005 par BDV (bureau des vidéos) à Paris, en format DVD.
Il rencontre un succès international avec les livres d’artiste qu’il réalise au cours des années 1970 à Budapest. Ses premiers livres voient le jour sous forme de samizdat, les suivants sont publiés par des maisons d’édition d’avant-garde en Europe occidentale. Les plus connus sont: 1971: Meg nem festett képeim, The States of Zeros, Semmi sem semmi / Nothing ain’t Nothing, 1972: Nothing, Incomplete Information, 1974: Zero-Texts (1971–72), Night Visit to the National Gallery (Beau Geste Press, UK), Zero-Post, Rainproof Ideas (1971-74), 1979: TÓTalJOYS, 1981: Very Special Drawings, 1990: Evergreen Book.
En 1998, la Bibliothèque Nationale de France fait l’acquisition d’un grand nombre de ses livres d’artiste. Sa correspondance avec John Armleder (Correspondance avec John Armleder, Ecart, Genève, 1974) est conservée depuis 2010 à la Bibliothèque Kandinsky du centre national d'art et de culture Georges-Pompidou. Ses livres d’artiste ont été inclus dans de nombreuses expositions en Europe, aux États-Unis, au Canada, telles que Livres d’Artistes présentée au centre Pompidou en 1985.
Il vit encore à Budapest lorsqu’il expose dans l’une des galeries les plus connues de Paris, la Galerie Bama. Une revue de l’exposition par Otto Hahn est publiée dans le journal hebdomadaire français L’Express. Grâce aux expositions internationales auxquelles il prend part, ainsi qu’à sa correspondance postale, il devient l’un des artistes les plus connus du bloc soviétique dès les années 1970, alors qu’en Hongrie, ses succès à l’étranger restent inconnus du grand public. 
La bourse DAAD Berliner Künstler Program qu'il reçoit à la fin des années 1970 pour se rendre à Berlin Berlin-Ouest met fin à son isolement dans son appartement d'Óbuda (sa « tour d'ivoire »). Avant de pouvoir se rendre dans la ville divisée, sa demande de sortie du territoire lui est refusée plusieurs fois au cours de la même année par les autorités hongroises. Le rejet répété de sa demande devient une affaire politique, et c'est finalement grâce aux protestations de la presse d'Europe occidentale qu'un passeport lui est accordé. Après son séjour d'un an à Berlin-Ouest, Tót choisit l'émigration. Son appartement d'Óbuda est confisqué et son frère parvient à sauver à la dernière minute les œuvres qui y sont entreposées. Faute de conditions optimales pour les conserver, ces travaux sont ballottés d'un endroit à l'autre pendant des décennies avant d'intégrer les collections de la Galerie nationale hongroise en dépôt à long terme.
Tót réalise à Berlin-Ouest les projets qu'il amène de Budapest dans sa valise ou sous forme de concept. Dès son arrivée, il inscrit une phrase sur le mur de Berlin : « Ich würde mich freuen, wenn ich etwas auf die andere Seite der Mauer schreiben dürfte » (« Je serais heureux si je pouvais écrire quelque chose de l'autre côté du mur »). Il manifeste ses Joies (TÓTal JOYs) aux endroits les plus fréquentés de la ville à l'aide de pancartes qu'il tient dans ses mains ou qu'il s'accroche sur le dos à la manière d'un homme-sandwich. L'une de ses phrases de joie interpelle les passants sur la pancarte lumineuse géante du Kurfürstendamm. En 1978, le DAAD enregistre sur film et publie sous forme de libre ses actions de rue intitulées TÓTalJOYs. La galerie René Blockse en compagnie d'artistes des années 1960 et 1970 tels que Joseph Beuys, Richard Hamilton, Allan Kaprow, Nam June Paik et Wolf Vostell. L'humour et l'ironie de ses actions et ses œuvres d'art postal le lient au Fluxus allemand, il est ainsi le seul participant d'Europe de l'Est de l'exposition itinérante Fluxus in Germany 1962-1992 organisée par René Block.

### Les années 1980 – Blackout à Cologne
Après un séjour d'un an et demi à Berlin, l'artiste déménage à Cologne avec Herta, sa femme d'origine allemande. A sa période berlinoise active succèdent des années bien moins fructueuses, Tót travaillant peu jusqu'au milieu des années 1980. À l'invitation d'Artiste Place, il se rend à New York en 1982 avec seulement une craie dans la poche pour dessiner sur les murs de l’espace d'exposition. Il y fait la connaissance de nombreux artistes tels qu'Alan Kaprow et y retrouve son ami d'antan, John Armleder.
La longue période infertile, que l'artiste nomme les « années blackout », s'étend jusqu'au milieu des années 1980. À partir de la fin de la décennie, il recommence à travailler de manière intensive. Il développe son idée des « peintures absentes » dont l'origine remonte au temps où l'artiste vivait encore à Budapest (voir My Unpainted Canvases, 1970 et Night visit to the National Gallery, 1974, Visit to the Museum, 1974).
Ses « peintures absentes » marquent son retour virtuel à la peinture, mais ce retour équivaut également à la mise à mal de la tradition picturale. Ses peintures Blackout et Cataloguées évoquent l'esthétique du manque, et tentent dans le cadre d'une esthétique de la disparition, de « représenter » le rien et le manque.
L'exposition ICONOCLASH: Beyond the Image Wars in Science, Religion and Art (ZKM, Karlsruhe, 2002) explorant les pratiques iconoclastes de ces derniers siècles, présente sa toile de grand format intitulée Dada Messe in Berlin, aux côtés des œuvres de Dürer, Rembrandt, Goya, Duchamp, Malevitch, Picabia, Warhol, ou Beuys considérées comme de grands classiques. À l'exposition thématique Who killed the painting organisée au Museum für Moderne Kunst de Brême en 2010, son Triptyque Fluxus (2002, composé de trois panneaux de 200 x 125 cm) symbolise la mise à mort de la peinture aux côtés d'œuvres de Beuys, Kaprow, Ben Vautier, G. Brecht, Al Hausen, ou Nam June Paik.

### Les années 1990: Expositions rétrospectives et canonisation
Au cours des années 1990 et 2000, près de mille œuvres d'Endre Tót sont exposées dans les musées de son pays natal, d'Europe et des États-Unis. L'artiste retourne à Budapest après le changement de régime avec ses travaux : son exposition intitulée Semmi sem semmi (Rien n'est rien) occupe toutes les salles la Kunsthalle (Mucsarnok) de Budapest. Quatre ans plus tard, le musée Ludwig de Cologne inaugure son exposition Who is afraid of Nothing ?, également présentée au musée Ludwig – Musée d'art contemporain de Budapest sous le titre Nem félünk a semmitől (On n'a pas peur du rien). Tót est le premier artiste hongrois à qui le Museum Fridericianum de Kassel, qui accueille la documenta tous les cinq ans, consacre une exposition individuelle. Les commissaires du musée choisissent de garder le titre hongrois de l'exposition présentée précédemment à la Kunsthalle de Budapest, Semmi sem semmi, probablement pour sa sonorité exotique. Organisée dans le cadre de l'exposition, l'action provocatrice de l'artiste est interrompue par la police : le visage masqué de noir, Tót distribue aux passants des brochures ne comportant aucune information. Aux côtés de ses œuvres réalisées en atelier, ce sont ses actions de rue qui font connaître son nom sur la scène internationale. Örülök, hogy itt álltam (Je suis heureux de m'être tenu ici) – c'est avec cette inscription qu'est inaugurée en 1998 une plaque en bronze coulée dans le trottoir au 64 rue Ede Paulai (Artpool). En septembre 2004, une plaque comportant un texte ironique similaire est inaugurée à Cologne, sa ville d'adoption: Ich freue mich, dass ich hier gestanden habe, peut-on lire entre les pavés du toit-terrasse du musée Ludwig.
Ses actions Flyer, Zero et Joy en ont irrité plus d'un dans de nombreuses villes et expositions internationales (Genève, Bonn, Viersen, Paris, Londres, Berlin-ouest en 1979, Berlin en 2006, Tallinn, New York, Belgrade, Amsterdam et Budapest en 1996/2006), leur caractère inhabituel suscitant l'indignation et causant l'intervention de la police à plusieurs reprises. La presse internationale interprète ses anti-manifestations comme une réponse au phénomène des défilés organisés régulièrement par le régime totalitaire dont Tót a fait l'expérience dans son pays natal.

### Les années 2000 – «Je suis heureux si je peux écrire une phrase après l'autre»
En 2000, la prestigieuse Whitechapel Gallery à Londres présente la documentation photographique de sa première action de rue dans le cadre de son exposition Protest & Survive. L'action, initialement réalisée à Genève, est réactivée à la demande des commissaires (re-stage live action). Le jour du vernissage, une banderole géante accueille les visiteurs à l'entrée de la galerie comportant le texte We are glad if we can DEMONSTRATE. Les commissaires de l'exposition soulignent le caractère politique de l'action-joie de l'artiste dans le catalogue de l'exposition : «Tót's response to the censorship, isolation and supression inherent in a totalitarian state was to produce his series of joy».
À l'exposition thématique Superstars von Warhol bis Madonna au Kunstforum de Vienne (2005), son œuvre conceptuelle sur papier intitulée Smile somewhere here (Sourire quelque part par-là) figure à côté de la Mona Lisa à moustache de Duchamp (Moustache and Beard of L.H.O.O.Q.), comme l'affirme le texte explicatif du catalogue:  «… Gemälde mit dem ungarischen Worten ‘valahol itt a mosoly' 1972 geschrieben im leeren Rechteck auf das abwesende Gemälde auf das nur mehr erinnerte Lächeln der Giaconde hin ».
Le Museum of Modern Art de New York (MoMA) fait l'acquisition de plusieurs de ses pièces réalisées dans son isolement budapestois, puis les présente à l'exposition Eye on Europe – 1960 to now qui résume quatre décennies d'art européen pour le public américain. Le Tchèque Milan Knižak en Endre Tót sont les seuls artistes d'Europe de l'Est inclus dans l'exposition. À la suite de cet évènement, Glenn D. Lowry, directeur du MoMA, offre le titre d'Artiste membre honoraire du musée.
En 2009, ses mémoires paraissent chez la maison d'édition Noran sous le titre Örülök, ha egyik mondatot a másik után írhatom (Je suis heureux si je peux écrire une phrase après l'autre). « Le livre se situe à mi-chemin entre un journal et une œuvre puisque les choix typographiques et les images ne donnent pas la priorité au texte, le volume est donc, visuellement, plus qu'une rencontre entre texte et image. (…) La description de son amour de jeunesse est bouleversante, la représentation de la relation entre le régime et l'art au cours des années 1960-1970 est informative, drôle l'énumération de ses aventures érotiques :  Celles qui étaient dans l'étau » (Élet és Irodalom, 20 novembre 2009).

### Les années 2010 – Endre Tót dans les collections publiques
À partir des années 2000, sa participation à des expositions muséales s'accroît : il expose au Neues Museum de Nuremberg, au Museum für Moderne Kunst Wesenburg de Brême, au centre Georges-Pompidou à Paris ainsi qu'au V. Koc Foundation Contemporary Art Collection à Istanbul. Ses œuvres figurent dans de grandes expositions thématiques internationales, la plus importante étant Artists' postcard from 1960 to now (British Museum, 2018) présentant 12 de ses Rain pieces. En 2017, une troisième exposition muséale lui est consacrée en Allemagne, au Musée national de Schwerin sous le titre zer0 makes me glad sad mad et ses expositions individuelles se succèdent à Paris, Milan, Vienne, Budapest ainsi qu'au MODEM de Debrecen. À l'invitation du Palazzo delle Esposizione il se rend à Rome en 2019 pour l'exposition intitulée Techniche d'Evasione consacrée à l'art néo-avant-garde hongrois et présentant une importante sélection de ses premiers travaux conceptuels du début des années 1970.
À l'exposition consacrée à l'art d'avant-garde d'Europe de l'Est de la seconde partie du XXe siècle organisée par le centre Pompidou, Tót prend part avec la documentation photographique de sa Zero-Demo ainsi qu'avec les enregistrements vidéo de ses actions de rue. Dans le catalogue de l'exposition figure entre autres la lettre de Tót à Pierre Restany datée de 1975. La dernière ligne de la lettre lit comme suit : « So I'm fucked with my zer0000000000000s ». En parallèle est inaugurée l'exposition du groupe Iparterv (Le Progrès de l'Illusion) à l'Institut hongrois de Paris, où le public découvre ses premières peintures et œuvres sur papier expressionnistes abstraites (1966-67).
Entre 1975 et 2010, les œuvres conceptuelles d'Endre Tót intègrent les collections des plus grands musées au monde :  celles du MoMA de New York, du Getty Museum à Los Angeles, de la Tate et du British Museum à Londres, du musée Ludwig de Cologne, de la Neue Nationalgalerie à Berlin, du Musée Israël à Jérusalem, du Haags Gemeentemuseum à La Haye et du Musée des Beaux-arts de Budapest. Nombreuses sont ses œuvres conservées dans les musées d'Europe centrale et orientale, intégrant les collections les plus réputées de la région après le changement de régime : Galerie nationale de Prague, Museum Sztuki à Łódź, Musée d'art moderne de Ljubljana, Galerie nationale de Varsovie, Musée d'art moderne d'Olmütz, Galerie nationale hongroise, musée Ludwig – Musée d'art contemporain de Budapest.
Certains de ses premiers travaux réalisés à Budapest font également partie des collections publiques de deux pays d'Amérique latine : le Centro de Arte y Comunicación (CAYC) à Buenos Aires et le Museu de Arte Contemporaneu da Universidade de São Paulo. En 2020, ses œuvres figurent dans plus d'une vingtaine de musées, sur quatre continents.
Plus d'une centaine de ses travaux font partie de collections particulières hongroises ou étrangères. Les collections de renom comptent parmi elles la collection Dr. Speck (Cologne), la collection René Block (Berlin), Das Archive Sohm (Stuttgart), The Sacker Archive of Concrete und Visual Poetry (Miami), la Sammlung Dr. Jürgen Kelter (Cologne), la Nudelman László gyűjtemény (Budapest) ainsi que la collection Manfred Ballmann (Seckach).
À la suite de son exposition rétrospective au MODEM de Debrecen en 2012, Endre Tót cesse de travailler en atelier pour se concentrer sur les actions de rue et les « demos » (manifestations). Dans le cadre de l'exposition, il organise une Zer0-demo avec la participation de jeunes gens de Debrecen, marquant ainsi sa première action en espace public en Hongrie. Le 2 mai 2013, s'ensuit une nouvelle Zer0-demo de grande envergure, réalisée avec près de 200 participants (de jeunes artistes et ses amis) sur la voie emblématique de Budapest, l'avenue Andrássy, et encadrée par la police. Il réitère la Zer0-demo le 17 avril 2015 à Cologne dans le cadre de la foire Art Cologne, puis dans le cadre de son exposition individuelle à Hambourg le 8 septembre 2015. Ces manifestations ont un caractère performatif. Développant ses premières Joy-demos de Bonn, Paris et Amsterdam, il réalise sa première démonstration de joie à Budapest en automne 2017, de nouveau sur l'avenue Andrássy, et ce dans le cadre de la Biennale OFF. Loin des années 1970 et 1980 où seulement quelques douzaines de personnes se joignaient à ses manifestations, plus d'une centaine de participants l'accompagnent le 8 octobre 2017 pour cet évènement spectaculaire. Alors que les manifestants portent respectivement leur propre portrait rieur monté sur pancarte, le cortège de front tient une large banderole avec l'inscription : ON EST HEUREUX QUAND ON MANIFESTE. Tót réutilise les pancartes de portraits rieurs sous forme d'installation pour l'exposition IPARTERV 50+ au musée Ludwig de Budapest. Un DVD en série limitée a été réalisé pour chacune des demos.
Pendant la pandémie de Covid-19 en 2020, une maison d'édition britannique réputée, Show & Tell Editions, réalise une édition de masques comportant l'inscription TÓTalJOY en 75 exemplaires.

## Prix et distinctions
En automne 2006, Endre Tót est invité à prendre part au prestigieux Salon d’Octobre de Belgrade. Intitulé Art, Life & Confusion, l’évènement présente 112 artistes exposants de 33 pays différents et de tous les continents. 14 galeries, musées et espaces d’exposition alternatifs belgradois accueillent cette exposition de grande envergure. Les Absent Pictures d’Endre Tót sont exposées dans les salles du Musée d’Histoire Yougoslave, quant aux photographies de son action intitulée The Hope in the Nothing, elles sont présentées dans des thermes médiévaux hors d’usage (Belgrade Public Bath). Dans le cadre de l’exposition, l’action Flyer et Zer0 d’Endre Tót réalisée au centre-ville de la capitale serbe est enregistrée et diffusée par la télévision. Il reçoit le prix spécial du jury (Special Jury Award) des mains de Robert Storr, président du jury qui, la même année, endosse également le rôle de commissaire de la Biennale de Venise.
En 2008, Glenn D. Lowry, directeur du MoMA de New York, confère à Tót le statut d’artiste membre honoraire de l’institution (Honorary Artist Membership). Deux années auparavant, en 2006, le musée présente l’une de ses oeuvres à l’exposition Eye on Europe 1960 to now, dans laquelle il est l’un des seuls participants d’Europe de l’est.
Pour recevoir une décoration officielle de l’état hongrois, il doit encore attendre. Ce n’est qu’à presque 70 ans qu’il est décoré du Prix Munkácsy, mais il ne se rend pas à Budapest pour l’occasion. C’est un jeune ami qui, par procuration, réceptionne la disctinction pour lui.
En 2009, il est décoré du Prix Kossuth « pour son rôle novateur dans l’art hongrois et son oeuvre d’importance universelle ».
En 2019, la ville natale d’Endre Tót, Sümeg, lui décerne le titre de citoyen honoraire.[12] Deux années auparavant, une plaque de trottoir comportant l’inscription « Je suis heureux de m’être tenu ici. Endre Tót » (« Örülök, hogy itt álltam. Tót Endre ») est inaugurée à Sümeg devant la maison où l’artiste a grandi (Sümeg, 19 rue Kossuth).[13] Plus tôt, Tót place une « plaque de joie » similaire devant l’espace d’exposition du Centre de Recherche Artistique Artpool dans la rue Ede Paulay à Budapest, sur le toit en terrasse du musée Ludwig de Cologne, et dans le jardin intérieur du MODEM à Debrecen.
- Drawing Triennale, Wroclaw, 1974, 1977, 1992
- Lisbon International Show, Lisbonne, 1979
- DAAD művészeti ösztöndíj, Berlin-ouest, 1978/79
- Műterem-ösztöndíj, Stedelijk Museum, Amsterdam, 1980
- Arbeitsstipendium, Kunstfonds e. v., Bonn, 1990
- Honorar Artist Membership, Whitchapel Art Gallery, Londres, 2005
- Prix Munkácsy Mihály (2006)
- Special Award, 48th Autumn Salon, Belgrade, 2006
- Hororary Artist Membership, Museum of Modern Art, New York, 2008
- Prix Kossuth (15 mars 2009)
- Citoyen d’honneur de la ville de Sümeg (2019)

## Expositions

### Expositions individuelles
- 1966 Epitők Műszaki Klubja. Budapest
- 1975 Retrospektív kiállítás, Israel Museum, Jérusalem
- 1975 Galeria Akumulatory 2, Poznań
- 1976 Galerie Ecart, Genève
- 1976 Galerie St. Petri, Lund, Suède
- 1977 Galerie Bama, Paris
- 1978 Galleri Sudurgata 7, Reykyavik, Islande
- 1979 Galerie René Block, Berlin-ouest
- 1981 Artothek. Cologne
- 1991 Kölnischer Kunstverein (Martin Kippenbergerrel), Cologne
- 1991 Galerie Berndt, Cologne
- 1995 Semmi sem semmi, Műcsarnok, Budapest
- 1996 Galerie Hundertmark, Cologne
- 1999 Who’s Afraid of Nothing? Abwesende Bilder / Absent Pictures, musée Ludwig, Cologne
- 1999 Nem félünk a semmitől, Kortárs Művészeti Múzeum – Ludwig Múzeum, Budapest
- 2003 Korai munkák (1964 - 68), Szent István Király Múzeum, Székesfehérvár
- 2004 A festett képtől a meg nem festett képig - korai munkák 1965-1970, Szombathelyi Képtár
- 2006 Semmi sem semmi (Nichts ist nicht Nichts), Museum Fridericianum, Kassel
- 2012 Nagyon speciális örömök (Very Special Joys), MODEM, Debrecen
- 2013 Kiállítás és katalógusbemutató, Nemzeti Színház, Budapest[14]
- 2017 Endre Tót. Zer0 makes me glad sad mad, Staatliches Museum Schwerin
- 2017 Amir Shariat Galerie, Vienne[15]
- 2017 Very Special Gladnesses, Robert Capa Kortárs Fotográfiai Központ, Budapest
- 2019 Pertu No 13 – Endre Tót – Monogramista T.D, Galéria umenia Ernesta Zmetáka, Nové Zámky[16]
- 2019 Loom Gallery, Milan
- 2019 Layout paintings 1988-1991, acb Galéria, Budapest
- 2020 Very Special Gladnesses, Galerie Salle Principale, Paris
- 2024 Ich bin sehr glücklich und Du?, Galerie aKonzept & Raphaël Levy, Berlin

### Expositions collectives
- 1965 Ferenczy Károly Múzeum, Szentendre
- 1968 Iparterv I., IPARTERV díszterme, Budapest
- 1969 Iparterv II., IPARTERV díszterme, Budapest
- 1971 VII. Biennale de Paris (Envois Section), Parc Floral de Paris, Paris
- 1973 FLUXshoe, vándorkiállítás, Museum of Modern Art, Oxford
- 1976 The Artist and the Photograph, The Israel Museum, Jérusalem
- 1976 Artist’s Books, I.C.E., Londres (exposition itinérante présentée dans plusieurs villes de Grande-Bretagne)
- 1978 Mona Lisa im 20. Jahrhundert, Wilhelm Lehmbruck Museum, Duisburg
- 1978 Artist’s Books, Centolibri d’artista cento, Palazzo Strozzi, Florence
- 1979 daadgalerie, Berlin-ouest
- 1981 Books by Artists, National Gallery of Canada, Ottawa
- 1982 Young Fluxus, Artists’ Space, New York
- 1984 International Artists Committee - Exhibition, Museum Fridericianum, Kassel
- 1985 Livres d’Artistes, centre Georges-Pompidou, Paris
- 1989 Fluxus and Friends, University of Iowa, Iowa Museum of Art, Iowa
- 1992 A XX. század művészete (1970–90), Szépművészeti Múzeum, Budapest
- 1994 Fluxubritannica, Tate Gallery, Londres
- 1995 Fluxus – Eine lange Geschichte mit vielen Knoten. Fluxus in Deutschland 1962–1994, exposition itinérante présentée dans les musées des cinq continents
- 1996 Mail Art: Osteuropa im internationales Netzwerk, Staatliches Museum, Schwerin
- 1999 Cronos & Kairos. Die Zeit der Zeitgenössischen Kunst, Museum Fridericianum, Kassel
- 1999 Aspect/Position – 50 Jahre Kunst aus Mitteleuropa 1949–99, Museum Moderne Kunst, Stiftung Ludwig, Vienne
- 2000 Protest & Survive, Whitechapel Art Gallery, Londres
- 2000 The Art of Eastern Europe in Dialogue with the West – from the I96Os to the present, Museum of Modern Art, Ljubljana
- 2002 Iconoclash. Beyond the Image Wars in Science, Religion and Art. ZKM – Center for Art and Media, Karlsruhe
- 2005 Superstars. Von Andy Warhol bis Madonna, Kunsthalle und Kunstforum, Vienne
- 2006 Eye on Europe – 1960 to Now, Museum of Modern Art, New York
- 2007 Fluxus East, Bethanien, Berlin
- 2008 Procession in Art, Museum voor Moderne Kunst, Arnheim
- 2009 Werke aus der Sammlung Block. Neues Museum, Nuremberg
- 2010 Who killed the painting?, Museum für moderne Kunst, Weserburg, Bremen
- 2010 Les Promesse du Passé, centre Georges-Pompidou, Paris
- 2010 Starter – Works from the Vehbi Koc Foundation Contemporary Art Collection, Arter, Istambul
- 2011 Museum of Parallel Narratives. In the framework of L'Internationale, Museu d'Art Contemporani, Barcelone
- 2012 Atlas critique, Parc Saint Léger, Centre d’art contemporain, Paris
- 2013 The Unanswered Question. İskele 2, n.b.k és TANAS, Berlin
- 2017 With the Eyes of Others: Hungarian Artists of the Sixties and Seventies, Elisabeth Dee, New York
- 2019 Iparterv 50+, Kortárs Művészeti Múzeum – Ludwig Múzeum, Budapest
- 2019 The word exists to be put on a postcard: artists' postcard from 1960 to now, British Museum, Londres
- 2019 Evasion techniques, Hungarian Avant-garde in the 1960s and 1970s, Palazzo delle Esposizioni, Rome

### Actions
- 1972 I’m glad if I can stamp in Warsaw too, Galerie Foksal, Varsovie
- 1973 After 1/2 a minute I shall say something, Galerie Adres, Łódz
- 1976 TÓTalJOYs, Galerie Ecart, Genève
- 1979 I’m glad if I can type zer0s (Ben Vautier: Hotel Room Event), Hotel Steiner, Berlin-ouest
- 1980 Wir freuen uns, wenn wir demonstrieren können, Bonn
- 1980 Outdoor Texts, Amsterdam
- 1981 Zer0-Demo, Viersen
- 1991 Zer0-Demo, Oxford
- 2000 We are glad if we can demonstrate, Whitechapel Art Gallery, Londres
- 2000 TÓTaIJOYS, Whitechapel Art Gallery, Londres
- 2002 Very Special Gladnesses. 4 Jahre: Fluxus und die Folgen, Wiesbaden
- 2002 Wir sind immer sehr froh… Fluxus in Deutschland 1962–94, 2002. 14. Dezember Museum Fridericianum, Kassel
- 2006 Flyer Aktion, Kassel
- 2006 Zer0-Flyer Aktion, Belgrade
- 2007 Joy-Flyer Aktion, Berlin
- 2008 Zer0-Flyer Aktion, Tallinn
- 2012 Zer0-Demo, Debrecen
- 2013 Zer0-Demo, Budapest
- 2015 Zer0-Demo, Cologne
- 2015 Zer0-Demo, Hambourg
- 2017 Zer0-Demo, Schwerin
- 2017 Gladness Demo / Örülünk, hogy demonstrálhatunk, Budapest

### Œuvres dans les collections publiques (sélection)
- Bibliothèque nationale de France, Paris
- Musée national d'art moderne, centre Georges-Pompidou, Paris
- Bibliothèque Kandinsky, centre Georges-Pompidou, Paris.
- Museum of Modern Art (MoMA), New York
- The J. Paul Getty Museum, Los Angeles
- San Francisco Museum of Modern Art (SFMOMA), San Francisco
- Tate Modern, Londres
- British Museum, Londres
- Musée Ludwig, Cologne
- Neue Nationalgalerie, Berlin
- Sammlung zeitgenössischer Kunst der Bundesrepublik Deutschland, Bonn
- Museu d'Art Contemporani de Barcelona (MACBA), Barcelone
- The Israel Museum, Jérusalem
- Gemeentemuseum, La Haye
- Museum van Hedendaagse Kunst, Anvers (MuHKA)
- Museu de Arte Contemporânea da Universidade de São Paulo, Sao Paulo
- Centro de Arte y Comunicación (CAyC), Buenos Aires
- Národní galerie Praha, Prague
- The Olmouz Museum of Modern Art, Olomouc
- Muzeum Sztuki, Łódź
- Museum of Modern Art, Varsovie
- Museum of Modern Art (MG+MSUM), Ljubljana
- The Museum of Contemporary Art, Zagreb
- Frac Pays de la Loire, Carquefou
- Szépműveszeti Múzeum (Musée des Beaux-Arts), Budapest
- Magyar Nemzeti Galéria (Galerie Nationale hongroise), Budapest
- Ludwig Múzeum – Kortárs Művészeti Múzeum (Musée Ludwig – Musée d’Art contemporain), Budapest
- Kiscelli Múzeum (Musée Kiscell), Budapest
- Artpool, Budapest
- Szent István Király Múzeum (Musée du Roi Saint Étienne), Székesfehérvár
- Szombathelyi Képtár (Galerie de Szombathely), Szombathely
- Janus Pannonius Múzeum (Musée Janus Pannonius), Pécs
- MODEM Modern és Kortárs Művészeti Központ (Centre d’art Moderne et Contemporain), Debrecen
- Modern Képtár, Művészetek háza (Galerie Moderne, Maison des Arts), Veszprém

### [2]Livres d'artiste (sélection)[3]
- 1971 nothing, Samizdat-Edition, Budapest
- 1971 STAMPED BY ENDRE TÓT, Samizdat-Edition, Budapest
- 1971 Semmi Sem Semmi, Samizdat-Edition, Budapest
- 1971 My Unpainted Canvases, Samizdat-Edition, Budapest
- 1971 THE STATES OF ZERO
- 1972 Possessive Adjective
- 1972 ABSOLUTE POSSESSIVE PRONOUNS
- 1972 TEN QUESTIONS by Endre Tót
- 1972 Incomplete Information verbal & visual
- 1973 Exercise
- 1973 On the next page I shall say something
- 1973 DZIESIEĆ PYTAŃ
- 1973 I am glad if I can write sentences, one after the other
- 1973 ONE DOZEN RAIN POSTCARDS (1971-73)
- 1974 Zero-Texts (1971-72)
- 1974 ZEROPOST (noir)
- 1974 Night Visit to the National Gallery, Beau Geste Press, Cullompton/Devon
- 1974 Correspondance avec John Armleder, Ecart Publications, Genève
- 1974 TÓTal Questions by TÓT
- 1974 COLOURED DAYS
- 1974 one dozen rain pOstCarDs (1971-73)
- 1974 ½ Dozen incomplete visual informations on…
- 1975 NULLIFIED DIALOGUE
- 1975 Rainproof Ideas (1971–74), The Israel Museum, Jérusalem
- 1975 STARS FROM POLAND
- 1976 Zer0-Post, Ecart Publications, Genf / Howeg – Verlag, Hinwil
- 1977 TÓTal zer0s (1973-1977)
- 1977 Gladness Writings (1973 - 1976)
- 1977 DIRTY RAINS, , Edition J. Sellem, Lund, Schweden
- 1979 TÓTaIJOYs, Rainer Verlag, Berlin / Berliner Künstlerprogramm des DAAD, Berlin-ouest
- 1979 1/2 DOZEN BERLINER GLADNESS POSTCARDS
- 1979 Ten Documents (1973 - 80)
- 1981 Very Special Drawings, Rainer Verlag, Berlin
- 1981 Book of an Extremely Glad Artist, Rainer Verlag, Berlin
- 1983 From Cologne some JECKE DINGE to you, everybody and nobody
- 1983 Stamps 1971-83
- 1984 SPECIAL DRAWINGS - PRIVATE SPACE
- 1990 Evergreen Book for everybody nobody and me
- 1991 Masterpieces from Cimabue to Warhol(1971-89)
- 1999 Who’s Afraid of Nothing, Museum Ludwig, Cologne
- 2006 Nichts ist nicht Nichts, Museum Fridericianum, Kassel